# Ріффа (футбольний клуб)
«Аль-Ріффа» (араб. نادي الرفاع الرياضي) — бахрейнський футбольний з однойменного міста, заснований в 1953 році шейхом Халіфом бін Салманом аль-Халіфа.

## Досягнення та нагороди
- Бахрейнська Прем'єр-Ліга: 14

Чемпіон: 1982, 1987, 1990, 1993, 1997, 1998, 2000, 2003, 2005, 2012, 2014, 2019, 2021, 2022
- Бахрейнський Кубок Короля: 7

Володар: 1973, 1985, 1986, 1998 2010, 2019, 2021
- Кубок Бахрейну: 4

Володар: 2000, 2001, 2004, 2014
- Кубок наслідного принцу Бахрейну: 4

Володар: 2002, 2003, 2004 2005,
- Суперкубок Бахрейну: 2

Володар: 2019, 2021

## Відомі тренери
- Улі Масло (1985-88), (1993-94)
- Родіон Гачанин (1 липня 2003 – 30 червня 2005)
- Драган Талаїч (1 липня 2005 – 30 червня 2006)
- Елко Шотторі (2006-07)
- Сречко Юричич (1 липня 2007 – 31 грудня 2007)
- Вілко ван Бюрен (молодіжна команда)
- Жуліо Пейшото
- Стефано Імпальяццо (2011-13)
- Флорін Мотрок (1 червня 2013—2014)